# Most přátelství Giurgiu-Ruse
Most přátelství (bulharsky Мост на дружбата, rumunsky Podul Prieteniei), též zvaný prostě Dunajský most (bulharsky Дунав мост), je sdružený příhradový most v jihovýchodní Evropě přes Dunaj. Je to jeden ze dvou přeshraničních mostů spojujících Rumunsko a Bulharsko, mezi rumunským městem Giurgiu a bulharským Ruse. Vede po něm dvouproudá silnice, železnice a chodník pro pěší.

## Historie
Most byl otevřen dne 20. června 1954. Vznikl podle návrhu, který připravili sovětští inženýři. Je asi 2,2 km dlouhý (z toho asi 800 m vede nad říční hladinou) a na dlouhou dobu šlo o jedinou pevnou komunikaci na téměř 500 kilometrech říční hranice mezi Rumunskem a Bulharskem (až do otevření Mostu Nové Evropy roku 2013). 
Na stavbu mostu významně přispěl Sovětský svaz. Dekorace navrhl bulharský architekt Georgij Ovčarov.